# Дакозавры
Дакозавры (лат. Dakosaurus) — морские крокодиломорфы верхнеюрской — нижнемеловой эпох. Относятся к так называемым «морским крокодилам» — семейству Metriorhynchidae. Это единственные полностью морские архозавры. Одни из немногих метриоринхид, приспособленных почти исключительно к охоте на крупную добычу.

## История
Описаны Фридрихом Квенштедтом в 1856 году, долгое время были известны по отдельным зубам из юрских отложений Западной Европы. Синонимы — Dacosaurus, Ltliminosaurus, Neustosaurus, Brachytaenius perennis. Были описаны Г. фон Мейером еще в 1842 году, но название признано недействительным.

## Таксономия и филогения
Согласно данным сайта Fossilworks, в настоящее время валидными считаются два вида.
- Dakosaurus maximus (Quenstedt, 1856)[3] — типовой вид. Известен из позднего киммериджского — раннего титонского яруса Англии, Франции, Швейцарии и Германии. Описан из Германии. Известны образцы около 4—5 метров длиной. Череп изображается относительно высоким, но в реальности плохо известен. Более вероятно, что череп по очертаниям напоминал череп Dakosaurus andiniensis.
- Dakosaurus andiniensis (Vignaud & Gasparini, 1996)[4] — из поздней юры — раннего мела (титонский — берриасский ярусы) Аргентины. Открыт в Неукенском бассейне в 1987 году, первоначально считался видом метриоринха. Описан в 1996 году. В 2006 году был найден полный череп этого вида, показавший его крайнюю специализацию к охоте на крупную добычу. В средствах массовой информации вид получил прозвище «Годзилла»[5]. Длина животного была около 4 метров. Его череп разительно похож на черепа наземных хищных динозавров, что предполагает образ жизни охотника за крупной добычей.

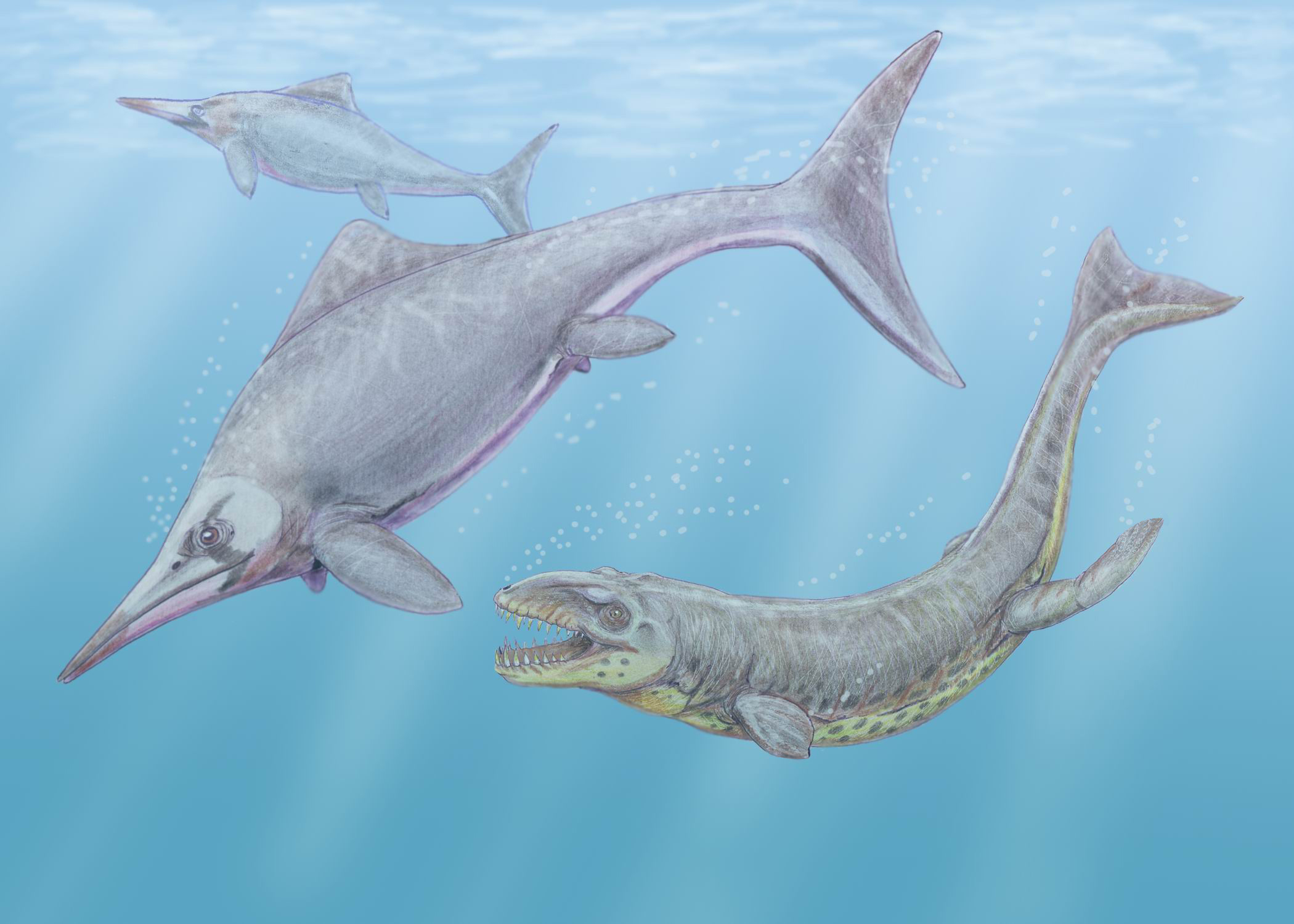
Dakosaurus andinensis и ихтиозавры Caypullisaurus

## Описание
Размеры крупные (общая длина до 4—5 метров). Морда короткая, спереди закруглённая, череп высокий, зубы огромные, немногочисленные, зифодонтные (как у хищных динозавров). Глазницы крупные, со склеротикальным кольцом. Имеется предглазничное окно, вероятно, вмещавшее солевую железу. Сверху предглазничное окно прикрыто выростами черепа.
Конечности преобразованы в ласты, особенно передние. Передние ласты значительно короче задних. Конец хвоста изогнут вниз и служил основой для хвостового плавника, сходного с таковым у ихтиозавров и мозазавров. Остеодермы редуцированы.

## Образ жизни
По образу жизни дакозавры могли отдаленно напоминать косаток, хотя по поведению были схожи скорее с современными полуводными крокодилами. Дакозавры были активными водными хищниками, способными справиться с животными, значительно превосходящими себя по размеру. Вероятно, они охотились в основном на ихтиозавров, плезиозавров и крупных рыб (акул). Куски мяса от крупной добычи они отрывали также, как и современные крокодилы — у дакозавров хорошо были развиты челюстные мышцы, а строение черепа и позвонков позволяло им совершать «смертельное вращение». В то время как зубы дакозавров, также как зубы современных крокодилов и тираннозавридов, больше подходили для удержания и покусывания костей, нежели для разрезания мяса. Интересно, что большинство видов делило моря с крупными плиозаврами.
Неизвестно, как размножались морские крокодилы. Судя по всему, они должны были откладывать яйца (яйца архозавров одеты твёрдой скорлупой и живородящих видов среди современных птиц и крокодилов нет). Для этого надо выходить на сушу. Возможно, именно эта особенность ограничила их размеры (среди метриоринхид нет гигантских видов) и стала одним из факторов вымирания этой группы в начале среднего мела.

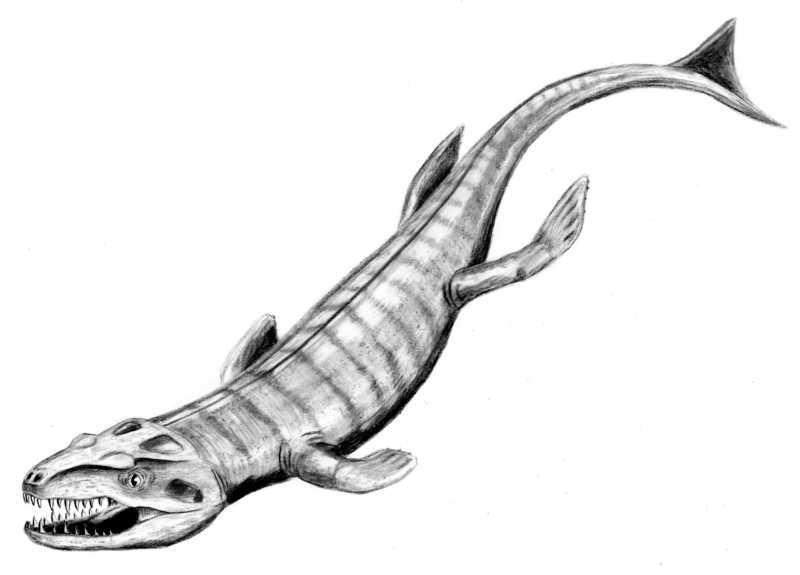
Дакозавр